# سعید احمدعباسی
سعید احمدعباسی (زادهٔ ۹ مرداد ۱۳۷۱) یک بازیکن فوتسال اهل ایران است. وی هم‌اکنون عضو باشگاه وینیا آلبالی والدپنیاس در لیگ برتر فوتسال اسپانیا است.
از باشگاه‌هایی که در آن بازی کرده است می‌توان به تأسیسات دریایی و گیتی‌پسند اشاره کرد. همچنین وی عنوان آقای گلی و بهترین بازیکن جام ملت‌های آسیا ۲۰۲۴ شده است.